# French Gulch
French Gulch är en så kallad census-designated place i Shasta County i Kalifornien. Vid 2020 års folkräkning hade French Gulch 373 invånare.